# Aphodius putridus
Aphodius putridus (лат.) — вид пластинчатоусых жуков из подсемейства афодиин.
Имаго длиной 2,5—3 мм. Всё тело и надкрылья блестящие, одноцветные — чёрные, реже коричневато-красные. Ноги рыже-бурые.

## Синонимы
В синонимику вида входят следующие биномены:
- Aphodius arenarius (Olivier, 1789)
- Plagiogonus putridus (Geoffroy in Fourcroy, 1785)
- Scarabaeus arenarius Olivier, 1789 nec Linnaeus, 1758